# Philemon
Para el personaje del dibujante Fred, véase Philémon
Philemon es un género de aves paseriformes perteneciente a la familia Meliphagidae. Agrupa a dieciocho especies originarias de Australasia.

## Especies
Se reconocen las siguientes especies:
- Philemon albitorques P. L. Sclater, 1877 - filemón nuquiblanco;
- Philemon argenticeps (Gould, 1840) - filemón coronado;
- Philemon brassi Rand, 1940 - filemón de Brass;
- Philemon buceroides (Swainson, 1838) - filemón de yelmo;
- Philemon citreogularis (Gould, 1837) - filemón goligualdo;
- Philemon cockerelli P. L. Sclater, 1877 - filemón de Nueva Bretaña;
- Philemon corniculatus (Latham, 1790) - filemón chillón;
- Philemon diemenensis (Lesson, 1831) - filemón de Nueva Caledonia;
- Philemon eichhorni Rothschild y Hartert, 1924 - filemón de Nueva Irlanda;
- Philemon fuscicapillus (Wallace, 1862) - filemón sombrío;
- Philemon inornatus (G. R. Gray, 1846) - filemón de Timor;
- Philemon kisserensis Meyer, AB, 1884 - filemón de la Kisar;
- Philemon meyeri Salvadori, 1878 - filemón de Meyer;
- Philemon moluccensis (Gmelin, 1788) - filemón moluqueño;
- Philemon novaeguineae (Müller, S, 1842) - filemón de Nueva Guinea;
- Philemon plumigenis (Gray, GR, 1858) - filemón de las Tanimbar;
- Philemon subcorniculatus (Hombron y Jacquinot, 1841) - filemón de Seram;
- Philemon yorki Mathews, 1912 - filemón del cabo York.